# Guerra di re Guglielmo
La guerra di re Guglielmo (1689-1697) fu il nome utilizzato nelle colonie inglesi per indicare la prima delle guerre franco-indiane. Fu il teatro nordamericano della guerra della Grande Alleanza (1688-1697). È da notare che nella storiografia canadese, inglese e francese, questo teatro non viene visto come una guerra a parte, ma come facente parte della più ampia guerra europea. Venne combattuto tra Inghilterra e Francia, e dei loro rispettivi alleati indiani nelle colonie del Canada, Acadia, e Nuova Inghilterra.
La guerra di re Guglielmo iniziò nel maggio 1689, dopo che Guglielmo III d'Inghilterra aderì alla Lega d'Augusta contro la Francia. Nell'agosto 1689, 1500 Irochesi attaccarono l'insediamento di La Chine nella Nuova Francia, e in seguito il villaggio di Onondaga. In risposta la Nuova Francia, con i suoi alleati indiani attaccarono gli insediamenti inglesi posti lungo la frontiera, in particolare si segnalò il massacro di Schenectady del 1690. Gli inglesi catturarono Port Royal (in Nuova Scozia), allora capitale dell'Acadia, quindi lanciarono una spedizione per colpire la capitale della Nuova Francia (Quebec), ma vennero sconfitti nella Battaglia di Québec. I francesi attaccarono i britannici lungo la costa, e riuscirono a riprendersi Port Royal.
La spedizione su Quebec fu l'ultima grande offensiva della guerra di re Guglielmo, per il resto la guerra continuò con piccole operazioni difensive e scaramucce. Nei primi mesi del 1692, ci fu però il massacro di Candlemas, in cui si stima che 150 Abenakis comandati da ufficiali della Nuova Francia entrarono nella città di York, nel Maine, uccidendo circa 100 coloni di lingua inglese, incendiando anche parecchi edifici. Le Cinque Nazioni Irochesi soffrirono la debolezza dei loro alleati inglesi. Nel 1693 e nel 1696, i francesi e i loro alleati indiani devastarono i villaggi irochesi, mentre la colonia di New York rimaneva passiva. 

La pace tra inglesi e francesi fu firmata nel 1697. Gli Irochesi però, abbandonati dai loro alleati inglesi, continuarono la guerra con la Nuova Francia fino al 1701 .
Il trattato di Ryswick del 1697 pose fine alla guerra tra le due potenze coloniali, le frontiere ritornarono allo status quo ante bellum. Ma la pace non durò a lungo, e nel giro di cinque anni le colonie furono coinvolte nella successiva guerra: la guerra della regina Anna. 

Dopo l'accordo con la Francia nel 1701, gli Irochesi rimasero neutrali nella prima fase dei nuovi scontri.